# Петровка (Барвенковский район)
Петровка (укр. Петрівка), село, 
Григоровский сельский совет,
Барвенковский район,
Харьковская область.
Код КОАТУУ — 6320481806. Население по переписи 2001 г. составляет 102 (43/59 м/ж) человека.

## Географическое положение
Село Петровка находится в 1 км от села Григоровка.
Рядом жезнодорожная станция Григоровка, автомобильная дорога Т-2113

## Экономика
В селе есть молочно-товарная ферма.